# Satdjéhouty
Satdjéhouty (ou Sitdjéhouty), dont le nom signifie « Fille de Thot » est une princesse égyptienne de la XVIIe dynastie, sœur et épouse royale du roi Seqenenrê Tâa. Elle naît à la fin de la Deuxième Période intermédiaire et est contemporaine de la reconquête du pays et de l'expulsion des Hyksôs de la XVe dynastie.

## Généalogie
Sur son masque funéraire, au revers duquel figure l'un des premiers extraits du livre des morts, elle est présentée ainsi : « fille de roi, sœur de roi, Satdjéhouty, nommée Satibou, juste de voix, née de l'épouse royale Tétishéri ».
Une toile funéraire, découverte dans la tombe QV47 de la vallée des Reines et appartenant à une princesse Ahmès, complète la généalogie de Satdjéhouty. La princesse Ahmès est fille et sœur de roi, « engendrée par le dieu bon, Seqenenrê, fils de Rê Tâa, et mise au monde par la fille du roi, sœur du roi, épouse du roi Satdjéhouty, ».
Ahmès est la seule enfant attestée de Satdjéhouty. L'absence du titre de mère du roi suggère que Satdjéhouty n'eut pas de fils, et la plupart des autres enfants connus de Séqénenrê Taâ eurent la grande épouse royale Ahhotep pour mère. Satdjéhouty fut sans doute une épouse secondaire de son frère.
Sa momie fut découverte vers 1820, ainsi que son sarcophage, son masque funéraire et un scarabée de cœur. Une pièce de lin retrouvée avec ces éléments comportait un texte indiquant qu'il s'agissait de présents offerts par sa nièce, l'épouse et mère royale Ahmès-Néfertary. Ainsi Satdjéhouty vécut-elle au moins jusqu'au règne de son neveu Ahmôsis Ier, voire jusqu'à celui d'Amenhotep Ier.
Le sarcophage de Satdjéhouty est aujourd'hui au Musée de Munich. Son masque funéraire est quant à lui exposé au British Museum.

## Photos

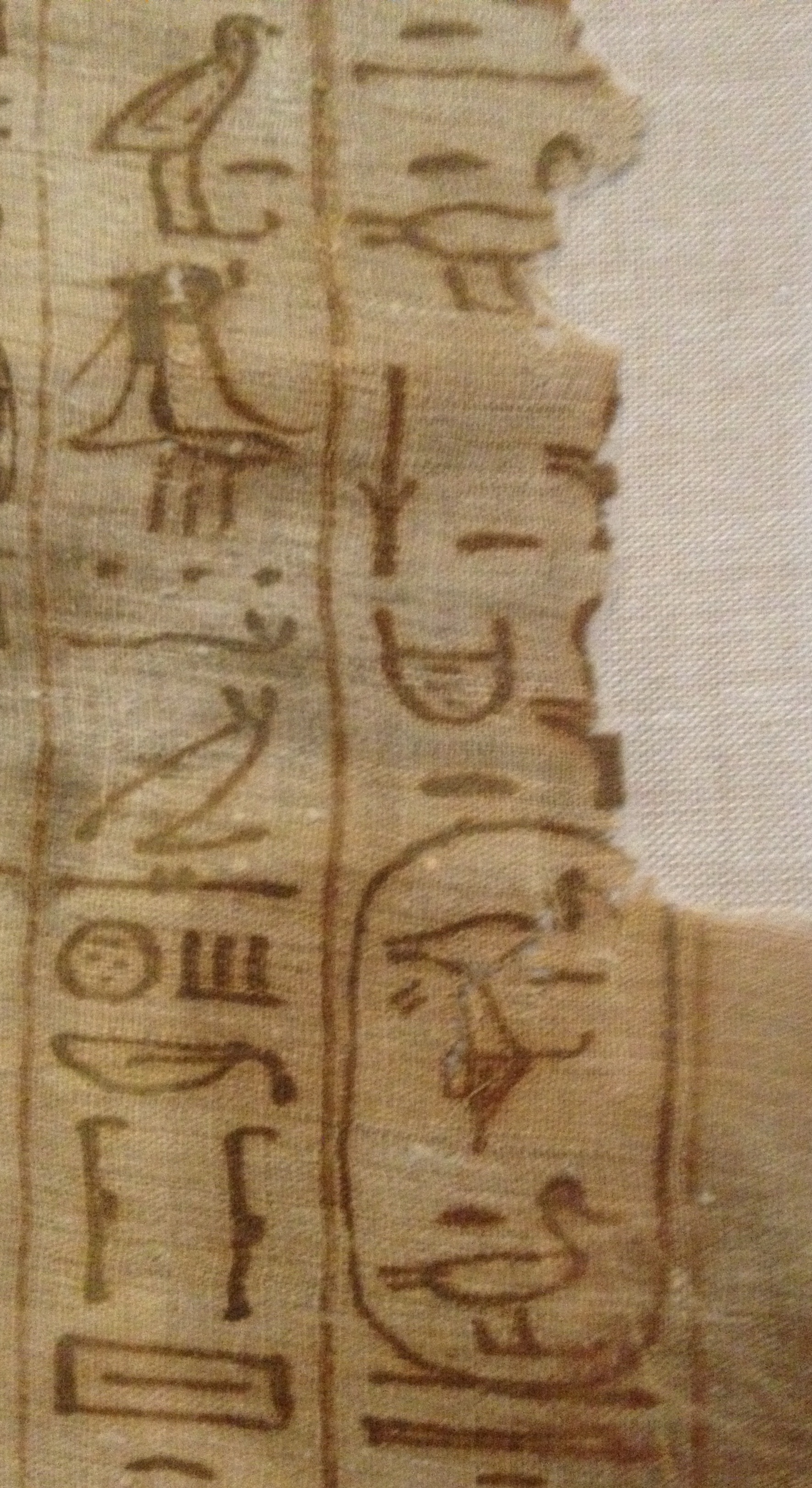
Fragment du linceul funéraire de la princesse Iâhmès, titres et nom de sa mère la fille royale, sœur royale et épouse royale Satdjéhouty, Museo egizio (Turin).
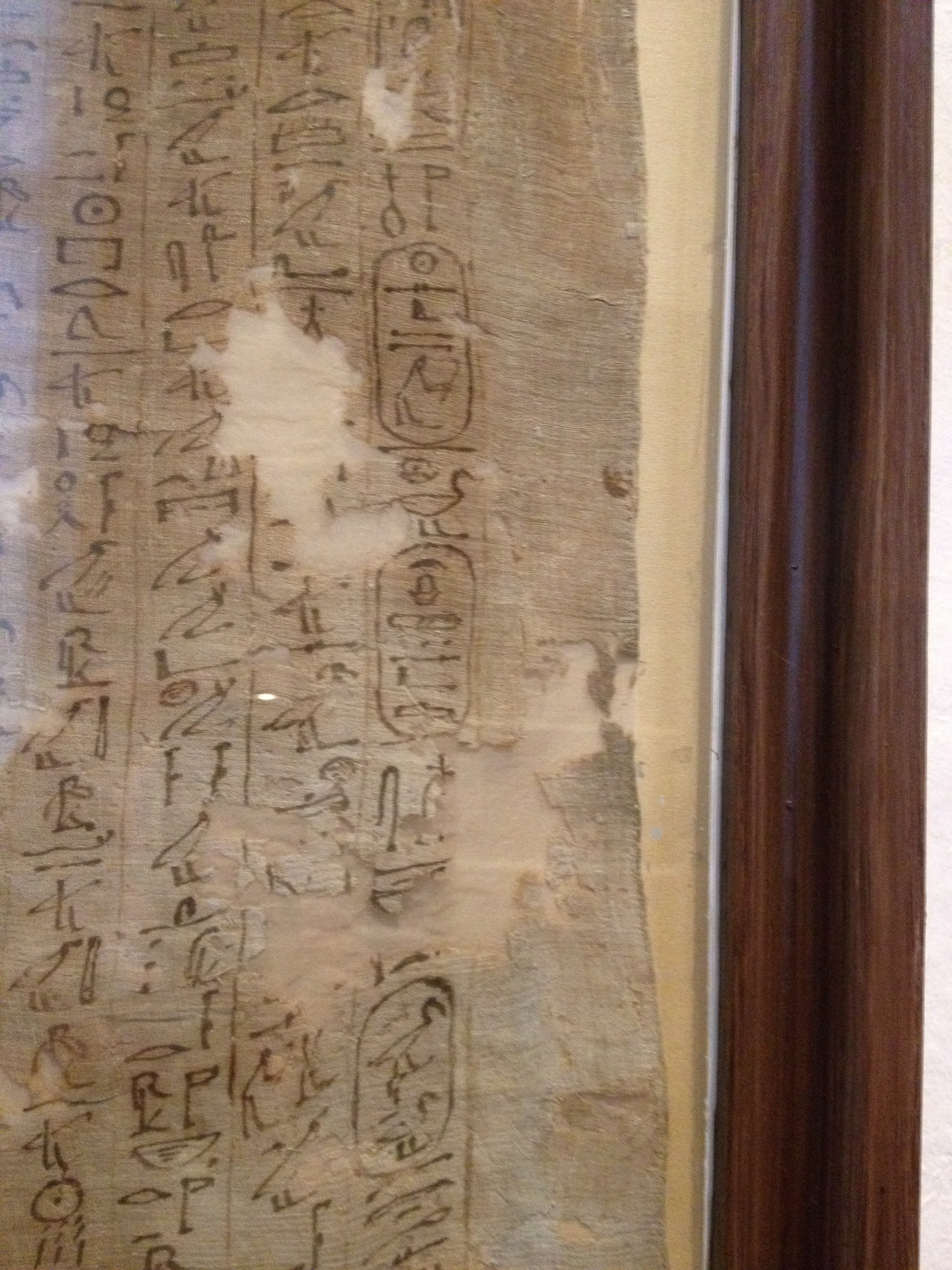
Idem, avec les noms des deux parents de la princesse, le roi Seqenenrê Tâa et Satdjéhouty.
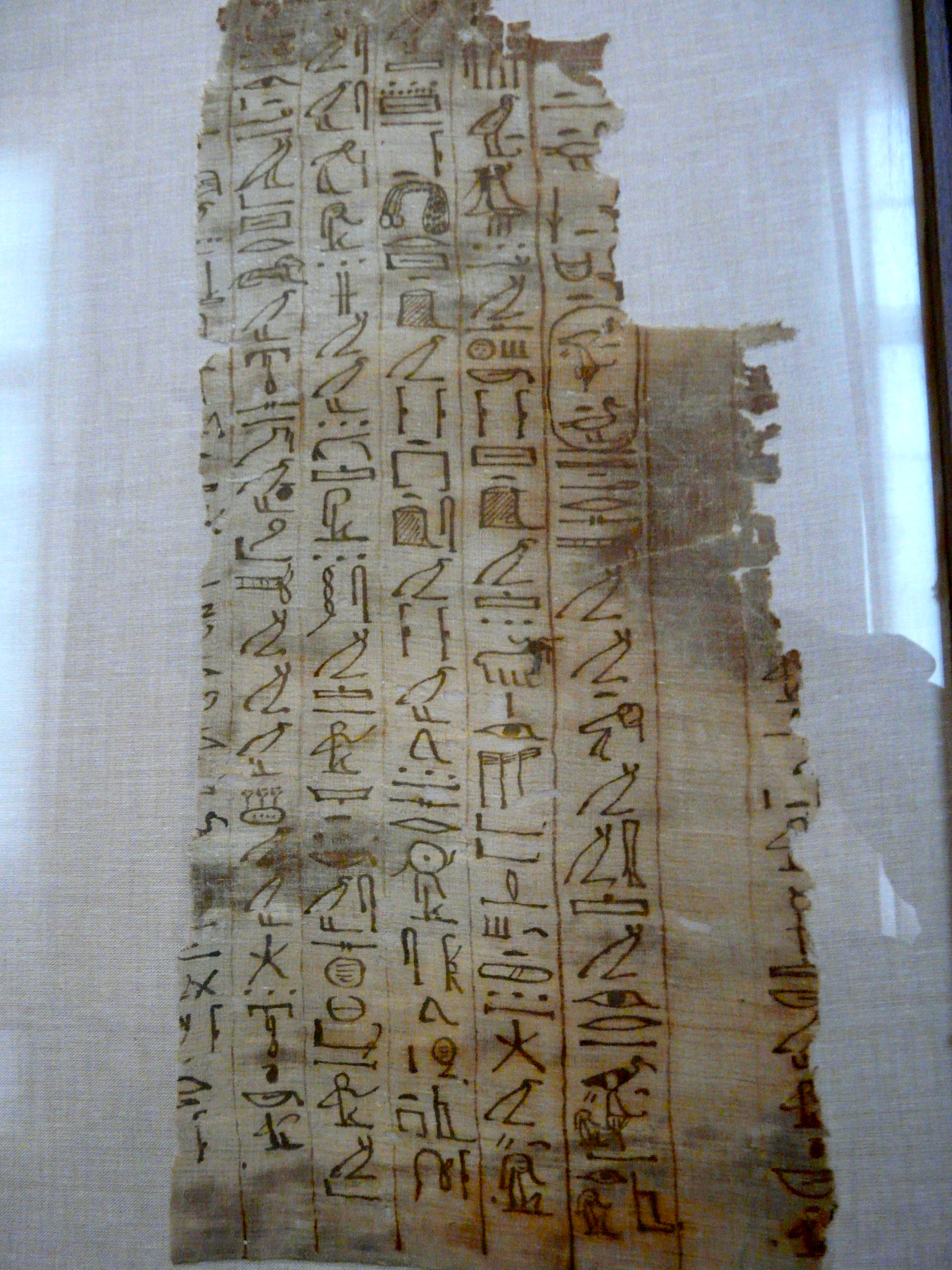
Idem, aperçu des formules funéraires issues du Livre des morts.
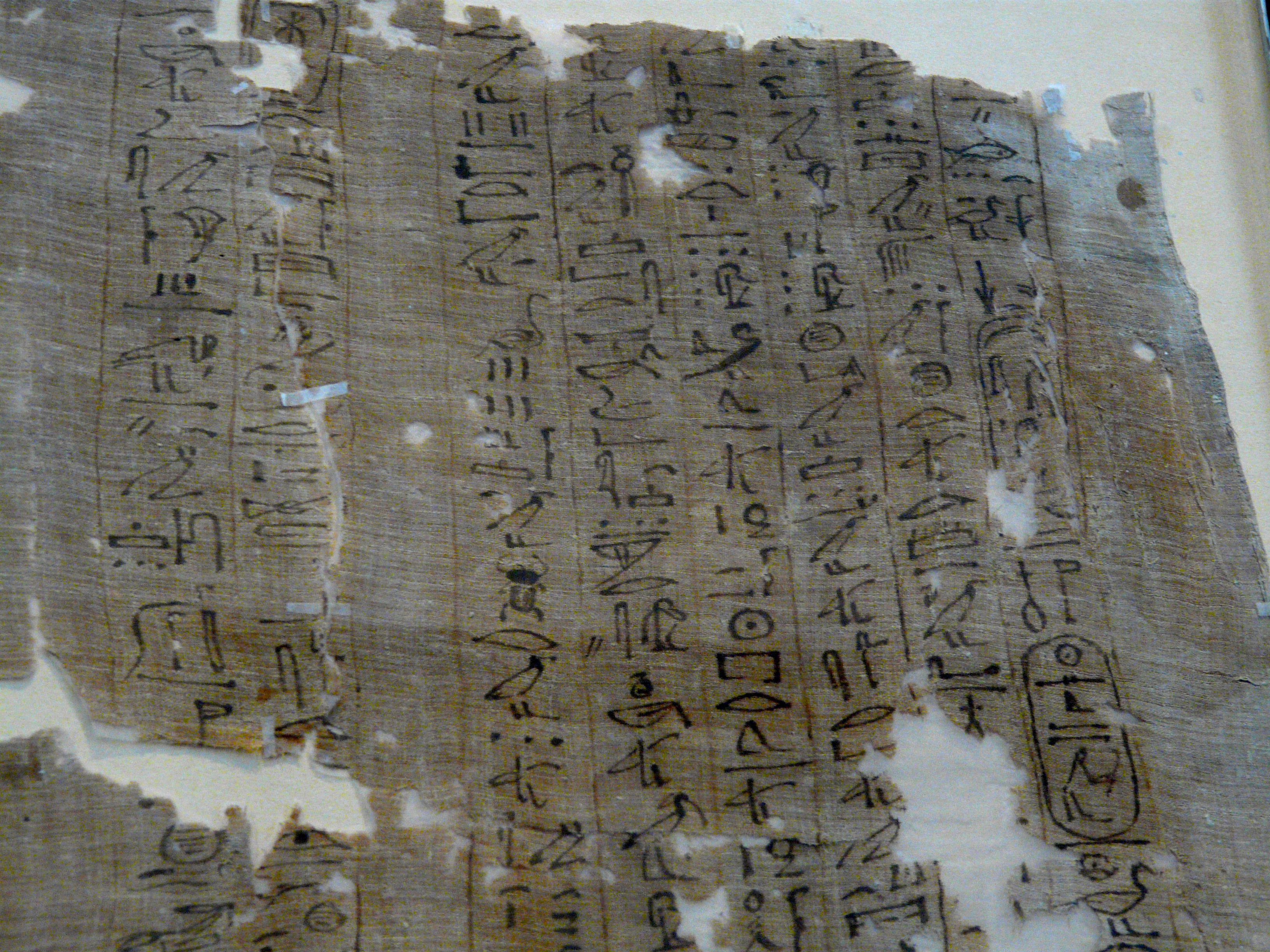
Idem, dans les cartouches de la colonne de droite, le nom d'Iâhmès et de son père le roi Séqénenrê.
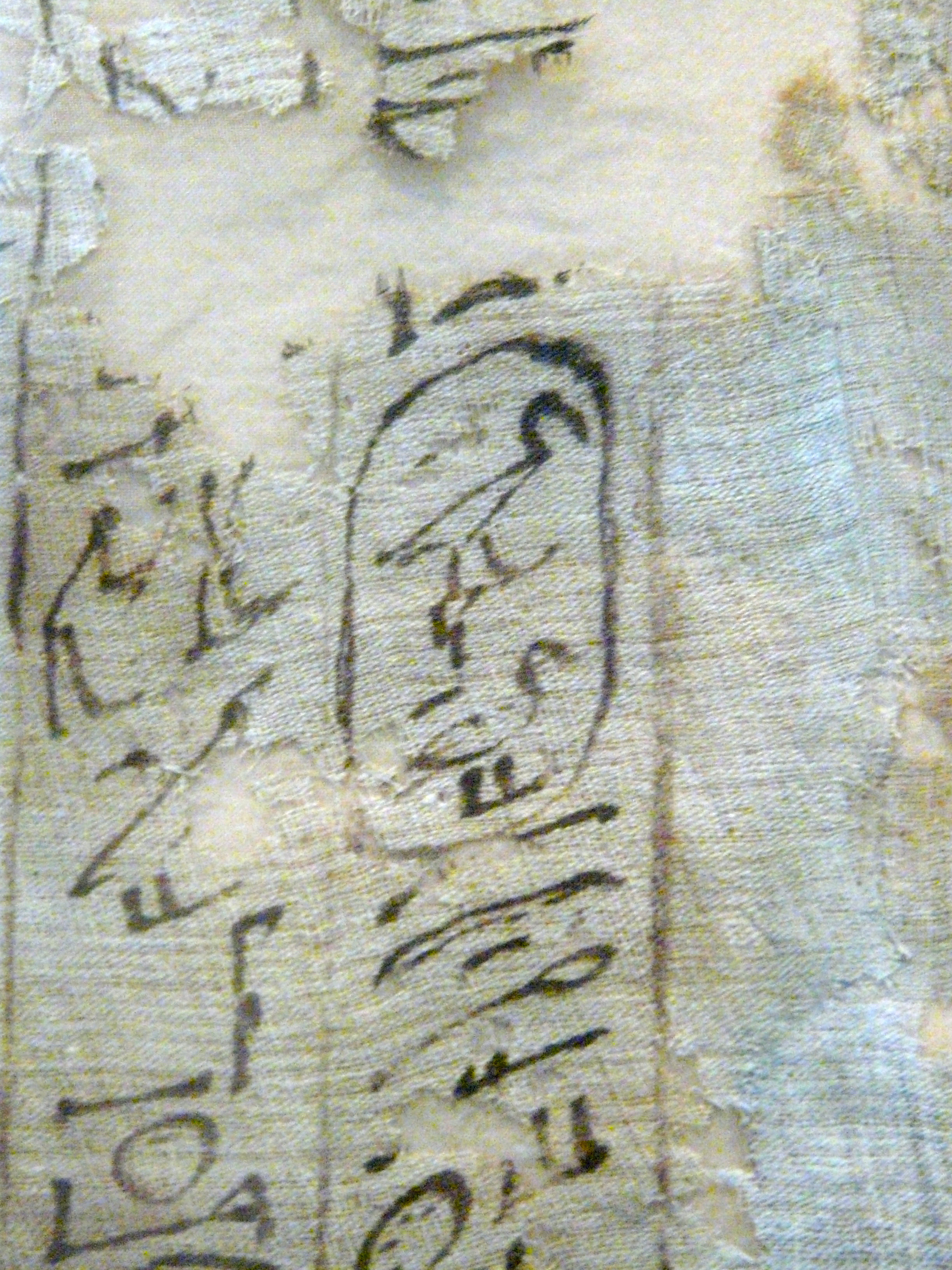
Idem, le nom de Satdjéhouty dans un cartouche.